# بوريس بودولسكي
بوريس بودولسكي (بالإنجليزية: Boris Podolsky)‏ (و. 1896 – 1966 م) هو فيزيائي، وأستاذ جامعي من الولايات المتحدة الأمريكية . ولد في تاغانروغ .
توفي في سينسيناتي، أوهايو ، عن عمر يناهز 70 عاماً.

## التعليم
تعلم في معهد كاليفورنيا للتقنية، وجامعة جنوب كاليفورنيا

## مناصب وهيئات
أدار معهد كاليفورنيا للتقنية.

## روابط خارجية
- بوريس بودولسكي على موقع الموسوعة البريطانية (الإنجليزية)